# Alberto Magliozzi

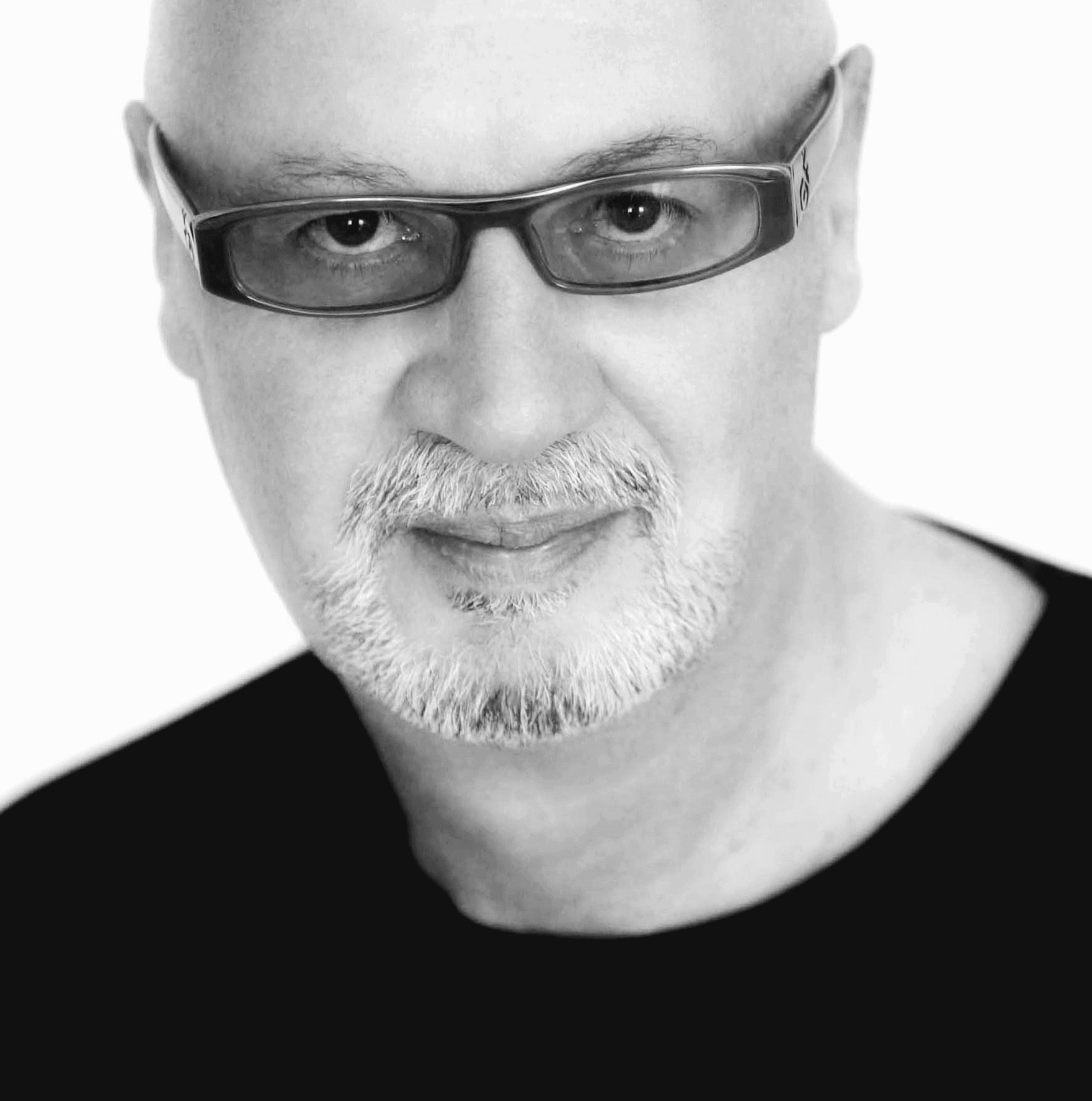
Alberto Magliozzi (Porträt)

Alberto Magliozzi  (* 17. September 1949 in Nettuno) ist ein italienischer Fotograf. In seinen dreißig Jahren Fotografie schuf er viele Werke berühmter Frauen in Italien und anderen Ländern, die teilweise zu Kontroversen und Skandalen mit teilweise internationaler Resonanz führten. 

## Leben und Wirken

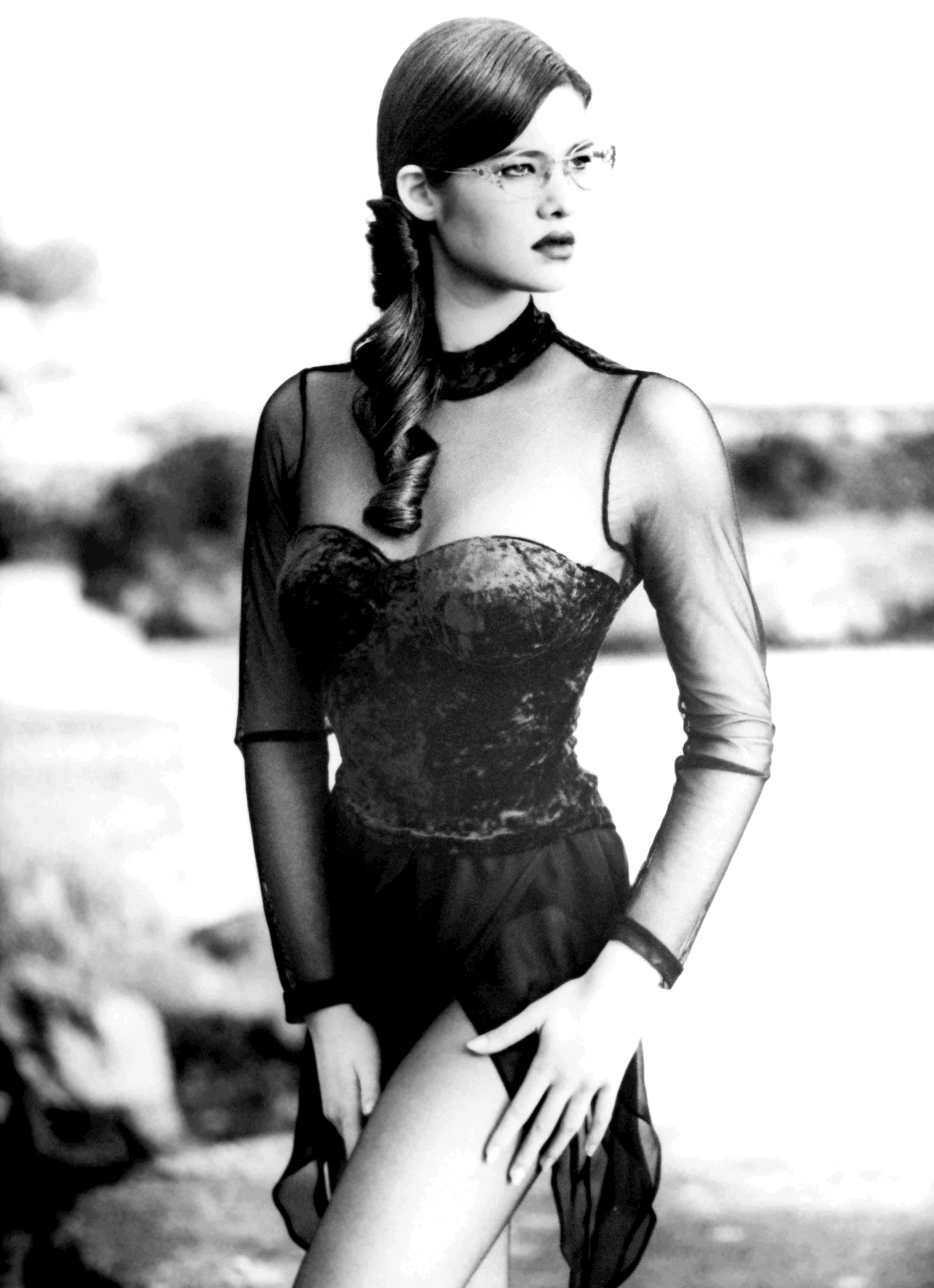
Manuela Arcuri, fotografiert von Alberto Magliozzi

Magliozzi ist ältester von drei Söhnen von Gastone und Vittoria Liberati. Im Alter von sechs Jahren erhielt er Klavier- und Akkordeonunterricht. Er wollte Musiker werden und reiste nach Europa, besuchte in der ersten Zeit ein Konzert des italienischen Musikers Tony Esposito und war fasziniert von ihm. Daraufhin beschloss er Schlagzeuger zu werden. 1967 gründete Magliozzi die Band Bum Group, mit der er in verschiedenen Clubs auftrat. 1969 lernte er den Gitarristen Peter van Wood kennen, der ihm anbot, zusammen mit Renato Rascel eine Tournee durch Italien zu machen.
Auf der Insel Elba erlebte er dabei einen musikalischen Abend mit Modenschau unter Beteiligung des Designers Emilio Schubert. Alberto Magliozzi, der stets eine Leica M3 dabei hatte, beschloss, die Modells zu fotografieren, wonach Schubert ihn bat, die Bilder auszustellen. Einige Wochen später trafen sie sich in Rom zur Ausstellung. Durch den Erfolg entstand die Entscheidung, sich der Fotografie zu widmen. Alberto zog nach Mailand, um Kurse in professioneller Fotografie zu besuchen. Dabei ergab sich bis 1990 eine Zusammenarbeit mit Francesco Escalar, einem Porträtfotografen.
Magliozzi fotografierte im Wesentlichen Modells, Schauspielerinnen und Persönlichkeiten des Showbusiness. Manuela Arcuri, Anna Nicole Smith, Adriana Sklenarikova, Fernanda Lima, Tyra Banks, Francesca Rettondini, Milena Miconi und viele andere nahmen die Dienste Magliozzis in Anspruch. Auf Filmfestivals schuf Magliozzi Fotografien von Sharon Stone, Nicole Kidman und Demi Moore.
Die Werke des italienischen Fotografen wurden zumeist in Zeitschriften und Kalendern veröffentlicht. Es erschienen aber unter seinem Namen auch drei Fotobücher.

## Schriften
- Ritratti di vita. Mailand, Russano Editore, 2011, ISBN 978-88-6281-329-7 (3. Auflage, 1. Auflage 2007)
- L’Arte, il Vino, i Sensi... Padova, Altromondo Editore, 2009, ISBN 978-88-6281-329-7.
- L’accezione erotica. Rom, Polaris Group, 1995.